# Alain Prost
Alain Marie Pascal Prost (Saint-Chamond, 24 de febrer de 1955) és un expilot de Fórmula 1 francès. Durant la seva llarga carrera a la categoria va aconseguir 51 victòries i 4 campionats mundials de pílots. Després, va dirigir el seu propi equip de Fórmula 1 entre el 1997 i el 2001.

## Biografia
L'any 1979 es va proclamar campió de F3 de França i d'Europa.
En el món de la F1 la rivalitat entre Alain Prost i Ayrton Senna va ser una de les més interessants que s'ha produït en la historia, ja que ambdós pilots van aconseguir fins a 4 títols mundials especialment en els anys 1988 i 1989 quan els dos van competir pel mateix equip. La rivalitat però a vegades va ser molt dura, ja que es van fer fora de la pista mútuament en el Gran Premi del Japó de 1989 i en el Gran Premi del Japó de 1990.
Alain Prost, era un pilot molt minuciós i calculador que pensava sempre en la situació del campionat del món. Sobre la pista no semblava un pílot extremadament ràpid però a l'hora dels resultats era, com han demostrat els seus resultats, molt efectiu.
Del 1997 al 2001 Prost dirigia el seu propi equip de Fórmula 1 després de comprar Ligier. El va anomenar Prost Grand Prix i entre els seus pilots hi va tenir Jean Alesi, un excompany de Alain Prost.

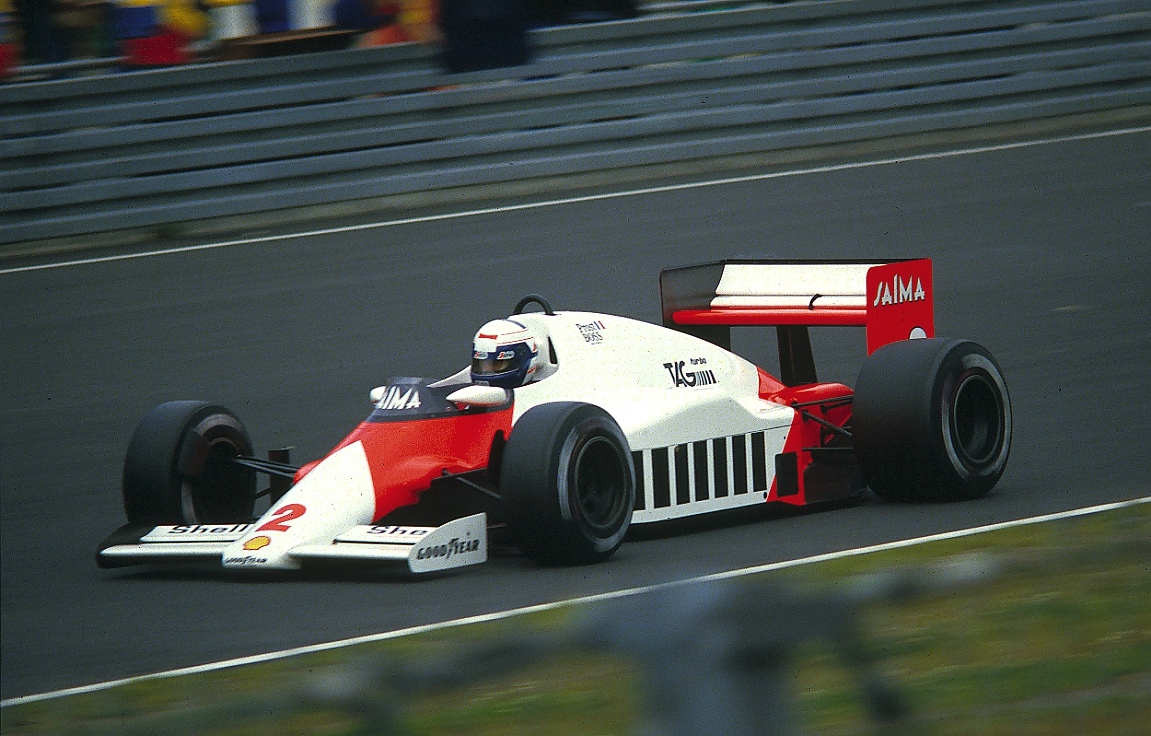
Alain Prost pilotant el Mclaren MP4-2B, 1984

Fora del món automobilístic Prost és un ciclista molt actiu i col·labora com a dissenyador de l'empresa Cyfac.

## Historial a la Fórmula 1
(key) (Les curses en negreta indiquen pole position)
| Any  | Equip              | 1       | 2       | 3       | 4                                 | 5       | 6       | 7       | 8       | 9       | 10      | 11      | 12      | 13      | 14      | 15      | 16      | Equip            | WDC | Punts    |
| ---- | ------------------ | ------- | ------- | ------- | --------------------------------- | ------- | ------- | ------- | ------- | ------- | ------- | ------- | ------- | ------- | ------- | ------- | ------- | ---------------- | --- | -------- |
| 1980 | McLaren            | ARG 6   | BRA 5   | RSA DNS | USW \|bgcolor="#EFCFFF"\| BEL Ret | MON Ret | FRA Ret | GBR 6   | GER 11  | AUT 7   | DUT 6   | ITA 7   | CAN Ret | USA DNS |         |         | McLaren | 16è              | 5   |          |
| 1981 | Renault            | USW Ret | BRA Ret | ARG 3   | SMR Ret                           | BEL Ret | MON Ret | ESP Ret | FRA 1   | GBR Ret | GER 2   | AUT Ret | DUT 1   | ITA 1   | CAN Ret | LVG 2   |         | Renault          | 5è  | 43       |
| 1982 | Renault            | RSA 1   | BRA 1   | USW Ret | SMR Ret                           | BEL Ret | MON 7   | USE NC  | CAN Ret | DUT Ret | GBR 6   | FRA 2   | GER Ret | AUT 8   | SUI 2   | ITA Ret | LVG 4   | Renault          | 4t  | 34       |
| 1983 | Renault            | BRA 7   | USW 11  | FRA 1   | SMR 2                             | MON 3   | BEL 1   | USA 8   | CAN 5   | GBR 1   | GER 4   | AUT 1   | DUT Ret | ITA Ret | EUR 2   | RSA Ret |         | Renault          | 2n  | 57       |
| 1984 | McLaren            | BRA 1   | RSA 2   | BEL Ret | SMR 1                             | FRA 7   | MON 1   | CAN 3   | USE 4   | USA Ret | GBR Ret | GER 1   | AUT Ret | DUT 1   | ITA Ret | EUR 1   | POR 1   | McLaren          | 2n  | 71.5     |
| 1985 | McLaren            | BRA 1   | POR Ret | SMR DSQ | MON 1                             | CAN 3   | USA Ret | FRA 3   | GBR 1   | GER 2   | AUT 1   | DUT 2   | ITA 1   | BEL 3   | EUR 4   | RSA 3   | AUS Ret | McLaren          | 1r  | 73       |
| 1986 | McLaren            | BRA Ret | ESP 3   | SMR 1   | MON 1                             | BEL 6   | CAN 2   | USA 3   | FRA 2   | GBR 3   | GER 6   | HUN Ret | AUT 1   | ITA DSQ | POR 2   | MEX 2   | AUS 1   | McLaren          | 1r  | 72       |
| 1987 | McLaren            | BRA 1   | SMR Ret | BEL 1   | MON 9                             | USA 3   | FRA 3   | GBR Ret | GER 7   | HUN 3   | AUT 6   | ITA 15  | POR 1   | ESP 2   | MEX Ret | JPN 7   | AUS Ret | McLaren          | 4t  | 46       |
| 1988 | McLaren            | BRA 1   | SMR 2   | MON 1   | MEX 1                             | CAN 2   | USA 2   | FRA 1   | GBR Ret | GER 2   | HUN 2   | BEL 2   | ITA Ret | POR 1   | ESP 1   | JPN 2   | AUS 1   | McLaren          | 2n  | 87 (105) |
| 1989 | Honda - McLaren    | BRA 2   | SMR 2   | MON 2   | MEX 5                             | USA 1   | CAN Ret | FRA 1   | GBR 1   | GER 2   | HUN 4   | BEL 2   | ITA 1   | POR 2   | ESP 3   | JPN Ret | AUS Ret | Honda McLaren    | 1r  | 76       |
| 1990 | Ferrari            | USA Ret | BRA 1   | SMR 4   | MON Ret                           | CAN 5   | MEX 1   | FRA 1   | GBR 1   | GER 4   | HUN Ret | BEL 2   | ITA 2   | POR 3   | ESP 1   | JPN Ret | AUS 3   | Ferrari          | 2n  | 71 (73)  |
| 1991 | Ferrari            | USA 2   | BRA 4   | SMR Ret | MON 5                             | CAN Ret | MEX Ret | FRA 2   | GBR 3   | GER Ret | HUN Ret | BEL Ret | ITA 3   | POR Ret | ESP 2   | JPN 4   | AUS DNP | Ferrari          | 5è  | 34       |
| 1993 | Williams - Renault | RSA 1   | BRA Ret | EUR 3   | SMR 1                             | ESP 1   | MON 4   | CAN 1   | FRA 1   | GBR 1   | GER 1   | HUN 12  | BEL 3   | ITA 12  | POR 2   | JPN 2   | AUS 2   | Williams Renault | 1r  | 99       |

### Premis
- Legió d'Honor (França, 1985)
- Trofeu Campió de Campions (del Club de Pílots de Grans Premis retirats l'any 1988)
- Orde de l'Imperi Britànic (Regne Unit, 1993)
- Saló Internacional de la Fama dels Esports Motoritzats (1999)

### Sobrenoms
- El Professor
- El Calculador
- El rei de Río (va guanyar 5 vegades l'antic GP del Brasil a Rio de Janeiro)

### Rècords
Molts d'ells han estat superat en l'actualitat però, en el moment de la seva retirada, Alain Prost havia aconseguit els següents records de la FIA:
- Campió mundial de Fórmula 1 els anys 1985, 1986, 1989 i 1993 aconseguint en el seu moment ser el segon pílot amb més campionats a la categoria. Aquest rècord va ser superat per Michael Schumacher el 2002.
- Segon lloc al Campionat Mundial de pílots els anys 1983, 1984, 1988 i 1990 sent el pílot que més vegades ha acabat subcampió.
- 51 victòries en grans premis (superat per Michael Schumacher)
- 798,5 punts sumats (superat per Michael Schumacher)
- 106 podis (superat per Michael Schumacher)
- 41 voltes ràpides (superat per Michael Schumacher)
- 6 victories en un mateix Gran Premi (GP de França), també superat per Michael Schumacher.